# Anja Čarman
Anja Čarman (Škofja Loka, 22 marzo 1985) è una nuotatrice slovena.
Specializzata nel dorso e nello stile libero, ha partecipato a tre edizioni dei Olimpiade, da Atene 2004 a Londra 2012 senza però riuscire mai a qualificarsi per una finale. il suo miglior piazzamento olimpico è il 16º posto nei 200m dorso a Pechino 2008.
Ha ottenuto dei buoni risultati a livello continentale.

## Palmarès
| Anno | Manifestazione          | Sede        | Evento                       | Risultato | Prestazione | Note |
| ---- | ----------------------- | ----------- | ---------------------------- | --------- | ----------- | ---- |
| 2000 | Europei in vasca corta  | Valencia    | 200m dorso                   | Bronzo    | 2'10"71     |      |
| 2001 | Europei in vasca corta  | Anversa     | 400m stile libero            | Oro       | 4'02"72     |      |
| 2001 | Europei in vasca corta  | Anversa     | 800m stile libero            | Argento   | 8'20"31     |      |
| 2001 | Giochi del Mediterraneo | Tunisi      | 400m stile libero            | Oro       | 4'13"89     |      |
| 2001 | Europei giovanili       | La Valletta | 200m dorso                   | Bronzo    | 2'16"57     |      |
| 2004 | Europei                 | Madrid      | 800m stile libero            | Argento   | 8'37"10     |      |
| 2004 | Europei                 | Madrid      | 200m dorso                   | Argento   | 2'13"12     |      |
| 2007 | Europei in vasca corta  | Debrecen    | 200m dorso                   | Oro       | 2'05"20     |      |
| 2012 | Europei in vasca corta  | Chartres    | staffetta mista 4x100m misti | Argento   | 1'39"79     |      |